# Binswangen
Binswangen è un comune tedesco di 1 325 abitanti, situato nel land della Baviera.

## Popolazione
Abitanti censiti:
Abitanti censitiAnno03006009001200150019611987199520052015Popolazione